# Alan Franco
Alan Javier Franco (Avellaneda, 11 ottobre 1996) è un calciatore argentino, difensore del San Paolo.

## Caratteristiche tecniche
È un difensore centrale molto fisico, capace di giocare anche da mediano; dotato di grande velocità, è abile nel controllo di palla e nel tackle.

## Carriera

### Club
Cresciuto nel settore giovanile dell'Independiente, il 20 dicembre 2016 firma il primo contratto professionistico, valido fino al 2020. Esordisce in prima squadra il 18 marzo 2017, nella partita pareggiata per 0-0 contro il San Martín, disputando l'intero match da titolare. Il 13 dicembre vince la Coppa Sudamericana, battendo dopo il doppio confronto di finale il Flamengo.
L'8 aprile 2021 si accasa all'Atlanta United; mentre il 27 aprile fa il proprio debutto in occasione della CONCACAF Champions League per 3-0 contro il Philadelphia Union.
Dopo due stagioni, il 5 gennaio 2023, si trasferisce a titolo definitivo al San Paolo.

### Nazionale
Il 17 agosto 2018 viene convocato per la prima volta in nazionale maggiore dal neo-CT Lionel Scaloni. Debutta il 7 settembre seguente in occasione dell'amichevole vinta 3-0 contro il Guatemala.

## Statistiche

### Presenze e reti nei club
Statistiche aggiornate al 20 maggio 2025.
| Stagione              | Squadra               | Campionato            | Campionato | Campionato | Coppe nazionali | Coppe nazionali | Coppe nazionali | Coppe continentali | Coppe continentali | Coppe continentali | Altre coppe | Altre coppe | Altre coppe | Totale | Totale |
| Stagione              | Squadra               | Comp                  | Pres       | Reti       | Comp            | Pres            | Reti            | Comp               | Pres               | Reti               | Comp        | Pres        | Reti        | Pres   | Reti   |
| --------------------- | --------------------- | --------------------- | ---------- | ---------- | --------------- | --------------- | --------------- | ------------------ | ------------------ | ------------------ | ----------- | ----------- | ----------- | ------ | ------ |
| 2016-2017             | Independiente         | PD                    | 14         | 0          | CA              | 1               | 0               | CS                 | 12                 | 1                  | -           | -           | -           | 27     | 1      |
| 2017-2018             | Independiente         | PD                    | 20         | 0          | CA              | 1               | 0               | CL                 | 8                  | 0                  | RS+CSB      | 2+1         | 0           | 32     | 0      |
| 2018-2019             | Independiente         | PD                    | 17         | 0          | CA+CdS          | 4+2             | 0               | CS                 | 5                  | 0                  | -           | -           | -           | 28     | 0      |
| 2019-2020             | Independiente         | PD                    | 18         | 0          | CA+CdS+CM       | 1+1+8           | 0               | CS                 | 7                  | 0                  | -           | -           | -           | 35     | 0      |
| 2021                  | Independiente         | PD                    | 0          | 0          | CA+CdL          | 0+6             | 0               | CS                 | -                  | -                  | -           | -           | -           | 6      | 0      |
| Totale Independiente  | Totale Independiente  | Totale Independiente  | 69         | 0          |                 | 24              | 0               |                    | 32                 | 1                  |             | 3           | 0           | 128    | 1      |
| 2021                  | Atlanta United        | MLS                   | 25+1       | 0          | -               | -               | -               | CCL                | 1                  | 0                  | -           | -           | -           | 27     | 0      |
| 2022                  | Atlanta United        | MLS                   | 31         | 1          | USOC            | 1               | 0               | -                  | -                  | -                  | -           | -           | -           | 32     | 1      |
| Totale Atlanta United | Totale Atlanta United | Totale Atlanta United | 56+1       | 1          |                 | 1               | 0               |                    | 1                  | 0                  |             | -           | -           | 59     | 1      |
| 2023                  | San Paolo             | A1/SP+A               | 11+13      | 1+1        | CB              | 3               | 0               | CS                 | 5                  | 0                  | -           | -           | -           | 32     | 2      |
| 2024                  | San Paolo             | A1/SP+A               | 6+27       | 1+0        | CB              | 3               | 0               | CL                 | 8                  | 0                  | SdB         | 0           | 0           | 44     | 1      |
| 2025                  | San Paolo             | A1/SP+A               | 8+7        | 0          | CB              | 2               | 0               | CL                 | 5                  | 0                  | -           | -           | -           | 22     | 0      |
| Totale San Paolo      | Totale San Paolo      | Totale San Paolo      | 25+47      | 2+1        |                 | 8               | 0               |                    | 18                 | 0                  |             | 0           | 0           | 98     | 3      |
| Totale carriera       | Totale carriera       | Totale carriera       | 198        | 4          |                 | 33              | 0               |                    | 51                 | 1                  |             | 3           | 0           | 285    | 5      |

### Cronologia presenze e reti in nazionale
| Cronologia completa delle presenze e delle reti in nazionale ― Argentina | Cronologia completa delle presenze e delle reti in nazionale ― Argentina | Cronologia completa delle presenze e delle reti in nazionale ― Argentina | Cronologia completa delle presenze e delle reti in nazionale ― Argentina | Cronologia completa delle presenze e delle reti in nazionale ― Argentina | Cronologia completa delle presenze e delle reti in nazionale ― Argentina | Cronologia completa delle presenze e delle reti in nazionale ― Argentina | Cronologia completa delle presenze e delle reti in nazionale ― Argentina |
| Data                                                                     | Città                                                                    | In casa                                                                  | Risultato                                                                | Ospiti                                                                   | Competizione                                                             | Reti                                                                     | Note                                                                     |
| ------------------------------------------------------------------------ | ------------------------------------------------------------------------ | ------------------------------------------------------------------------ | ------------------------------------------------------------------------ | ------------------------------------------------------------------------ | ------------------------------------------------------------------------ | ------------------------------------------------------------------------ | ------------------------------------------------------------------------ |
| 7-9-2018                                                                 | Los Angeles                                                              | Argentina                                                                | 3 – 0                                                                    | Guatemala                                                                | Amichevole                                                               | -                                                                        | 56’                                                                      |
| Totale                                                                   |                                                                          | Presenze                                                                 | 1                                                                        |                                                                          | Reti                                                                     | 0                                                                        |                                                                          |

## Palmarès

### Competizioni nazionali
- Coppa del Brasile: 1

São Paulo: 2023
- Supercoppa del Brasile: 1

São Paulo: 2024

### Competizioni internazionali
- Coppa Sudamericana: 1

Independiente: 2017
- Coppa Suruga Bank: 1

Independiente: 2018